# Кубок Швейцарії з футболу 1942—1943
18-й розіграш Кубка Швейцарії, що проводився з 30 серпня 1942 по 26 квітня 1943 року. Переможцем став клуб «Грассгоппер». Це була їх ювілейна десята перемога.

## 3-й кваліфікаційний раунд
| Команда 1           | Рахунок   | Команда 2             |
| ------------------- | --------- | --------------------- |
| 13.12.1942, 14:30   |           |                       |
| Б'єнн-Бужан         | 4:2       | Фрібур                |
| Біршвельден         | 1:2       | Ельветія Берн         |
| Брюль               | 2:0       | Беллінцона            |
| К'яссо              | 4:0       | Ерлікон Цюрих         |
| Ла Шо-де-Фон        | 4:0       | Інтарнесіональ Женева |
| Локарно             | 3:1       | Цуг                   |
| Мутьє               | 2:4       | Монтре-Спортс         |
| Фенікс Вінтертур    | 6:0       | Лахен                 |
| Праттельн           | 3:2 (д.ч) | Цофінген              |
| Про Даро Беллінцона | 2:1       | Блю Старз Цюрих       |
| Рененз              | 1:2 (д.ч) | Етуаль-Спортінг       |
| С'єр                | 1:3       | Уранія Женева Спорт   |
| Тессфельд           | 0:1       | Аарау                 |
| Веве                | 2:0       | Сілва-Спортс Ле Локль |
| Волен               | 0:2       | Конкордія Базель      |
| Золотурн            | 1:1 (д.ч) | Шафгаузен             |
| 20.12.1942, 14:30   |           |                       |
| Форвард Морґес      | 1:0       | Чіппіс                |

### Перегравання
| Команда 1         | Рахунок | Команда 2 |
| ----------------- | ------- | --------- |
| 27.12.1942, 14:30 |         |           |
| Шафгаузен         | 3:1     | Золотурн  |

## 1/16 фіналу
| Команда 1           | Рахунок   | Команда 2           |
| ------------------- | --------- | ------------------- |
| 27.12.1942, 14:30   |           |                     |
| Ла Шо-де-Фон        | 4:1       | Веве                |
| 03.01.1943, 14:30   |           |                     |
| Базель              | 6:0       | Праттельн           |
| Біль-Б'єнн          | 5:0       | Форвард Морґес      |
| К'яссо              | 0:6       | Грассгоппер Цюрих   |
| Гренхен             | 4:0       | Берн                |
| Ельветія Берн       | 0:1       | Цюрих               |
| Люцерн              | 0:1       | Локарно             |
| Нордштерн Базель    | 4:0       | Конкордія Базель    |
| Фенікс Вінтертур    | 2:7 (д.ч) | Брюль               |
| Про Даро Беллінцона | 0:4       | Лугано              |
| Санкт-Галлен        | 1:3 (д.ч) | Шафгаузен           |
| Уранія Женева Спорт | 3:4       | Кантональ Невшатель |
| Янг Фелловз Цюрих   | 4:1       | Б'єнн-Бужан         |
| 10.01.1943, 14:30   |           |                     |
| Лозанна-Спорт       | 2:3       | Етуаль-Спортінг     |
| Монтре-Спортс       | 0:4       | Серветт             |
| Аарау               | 2:2 (д.ч) | Янг Бойз            |

### Перегравання
| Команда 1         | Рахунок | Команда 2 |
| ----------------- | ------- | --------- |
| 17.01.1942, 14:30 |         |           |
| Янг Бойз          | 3:1     | Аарау     |

## 1/8 фіналу
| Команда 1           | Рахунок | Команда 2        |
| ------------------- | ------- | ---------------- |
| 10.01.1943, 14:30   |         |                  |
| Базель              | 9:2     | Шаффгаузен       |
| Локарно             | 3:2     | Нордштерн Базель |
| Лугано              | 2:1     | Цюрих            |
| Янг Фелловз Цюрих   | 1:3     | Гренхен          |
| 17.01.1943, 14:30   |         |                  |
| Біль-Б'єнн          | 1:2     | Ла Шо-де-Фон     |
| Серветт             | 9:1     | Етуаль-Спортінг  |
| 31.01.1943, 14:30   |         |                  |
| Брюль               | 0:2     | Янг Бойз         |
| Кантональ Невшатель | 0:2     | Грассгоппер      |

## Чвертьфінали
| Команда 1         | Рахунок | Команда 2    |
| ----------------- | ------- | ------------ |
| 28.02.1943, 14:30 |         |              |
| Базель            | 0:2     | Лугано       |
| Грассгоппер       | 1:0     | Ла Шо-де-Фон |
| Серветт           | 1:0     | Гренхен      |
| Янг Бойз          | 0:5     | Локарно      |

## Півфінали
| Команда 1         | Рахунок | Команда 2 |
| ----------------- | ------- | --------- |
| 28.03.1943, 14:30 |         |           |
| Грассгоппер       | 4:1     | Серветт   |
| Лугано            | 7:0     | Локарно   |

## Фінал
Фінальний матч був зіграний 26 квітня 1943 на стадіоні Ванкдорф у Берні.
| Команда 1         | Рахунок | Команда 2 |
| ----------------- | ------- | --------- |
| 26.04.1942, 15:00 |         |           |
| Грассгоппер       | 2:1     | Лугано    |